# Rozsypaniec (1280 m)
Rozsypaniec (1280 m) (według innych źródeł 1282 m) – szczyt w Bieszczadach Zachodnich.
Znajduje się w paśmie połonin, w południowo-wschodniej części Bieszczadzkiego Parku Narodowego. Należy do grzbietu przebiegającego z Krzemienia (1335 m) na Przełęcz Bukowską, w pobliżu której łączy się z głównym, wododziałowym grzbietem Karpat (grzbiet graniczny). Na Rozsypańcu ma on przebieg południkowy. Przełęcz Bukowska, przez którą biegnie granica z Ukrainą, sąsiaduje z Rozsypańcem od południa, zaś na północy nienazwana przełęcz (1238 m) oddziela go od Halicza. Zachodni stok opada do doliny Wołosatki, a wschodni – potoku Halicz. Oba te cieki należą do dorzecza Wisły i zlewiska Morza Bałtyckiego. Natomiast południowe zbocze, leżące na Ukrainie, po drugiej stronie działu wodnego, odwadniane jest przez mający na nim swoje źródło potok Moszka, położony w zlewisku Morza Czarnego.
Stoki Rozsypańca są od wysokości 1100–1200 m pokryte połoniną, dzięki czemu ze szczytu rozciągają się widoki na grupę Tarnicy po polskiej stronie, graniczny, rozłożysty Kińczyk Bukowski oraz liczne pasma ukraińskich Bieszczadów Zachodnich i Wschodnich łącznie z najwyższym Pikujem (1405 m). Swą nazwę zawdzięcza licznym charakterystycznie rozrzuconym, „rozsypanym” po zboczach skałkom.
Na południowo-zachodnim stoku przebiega trawersem wyłączona z ruchu kołowego droga z Wołosatego na Przełęcz Bukowską, którą obecnie prowadzi szlak turystyczny.

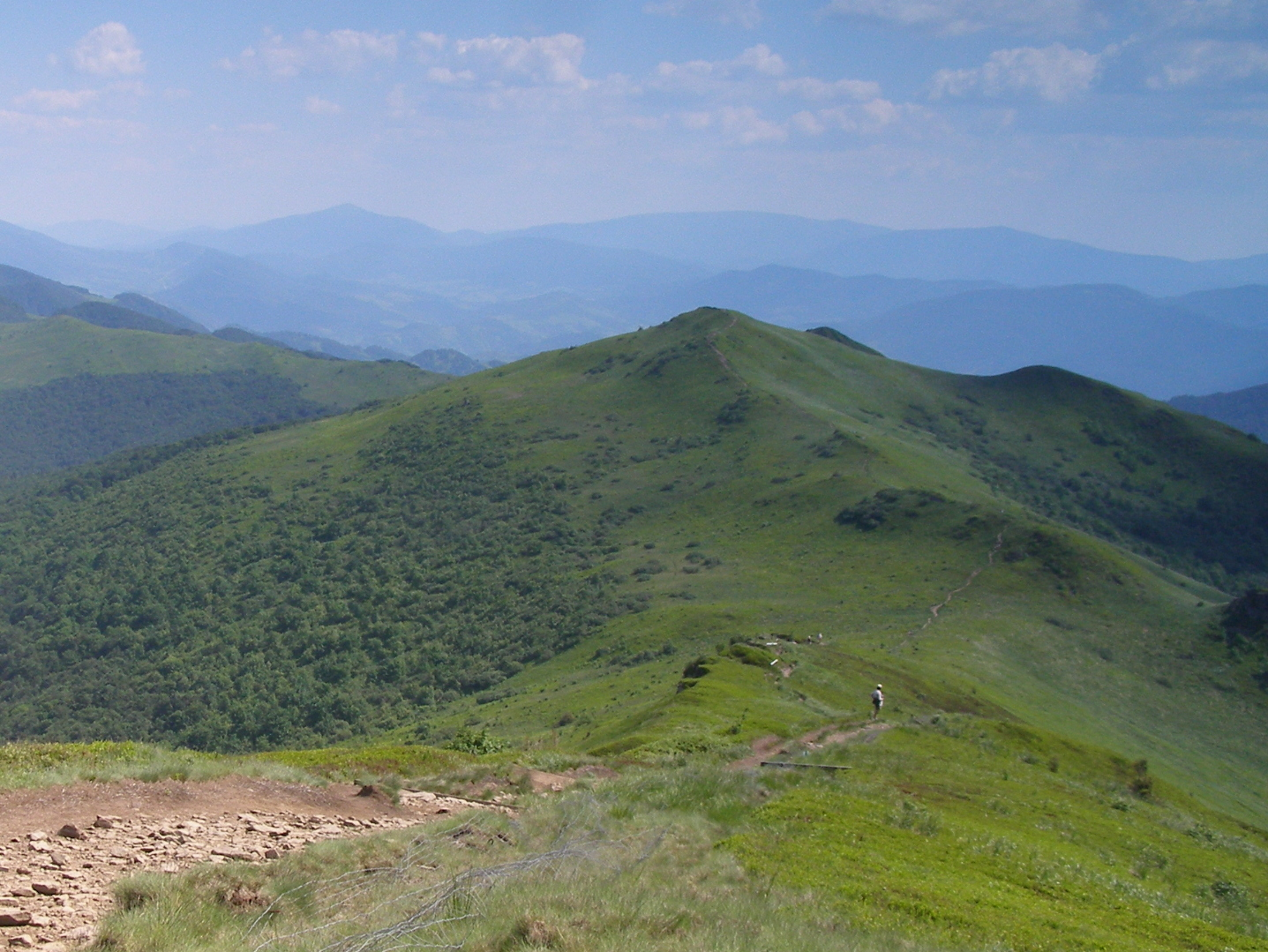
Widok z Halicza
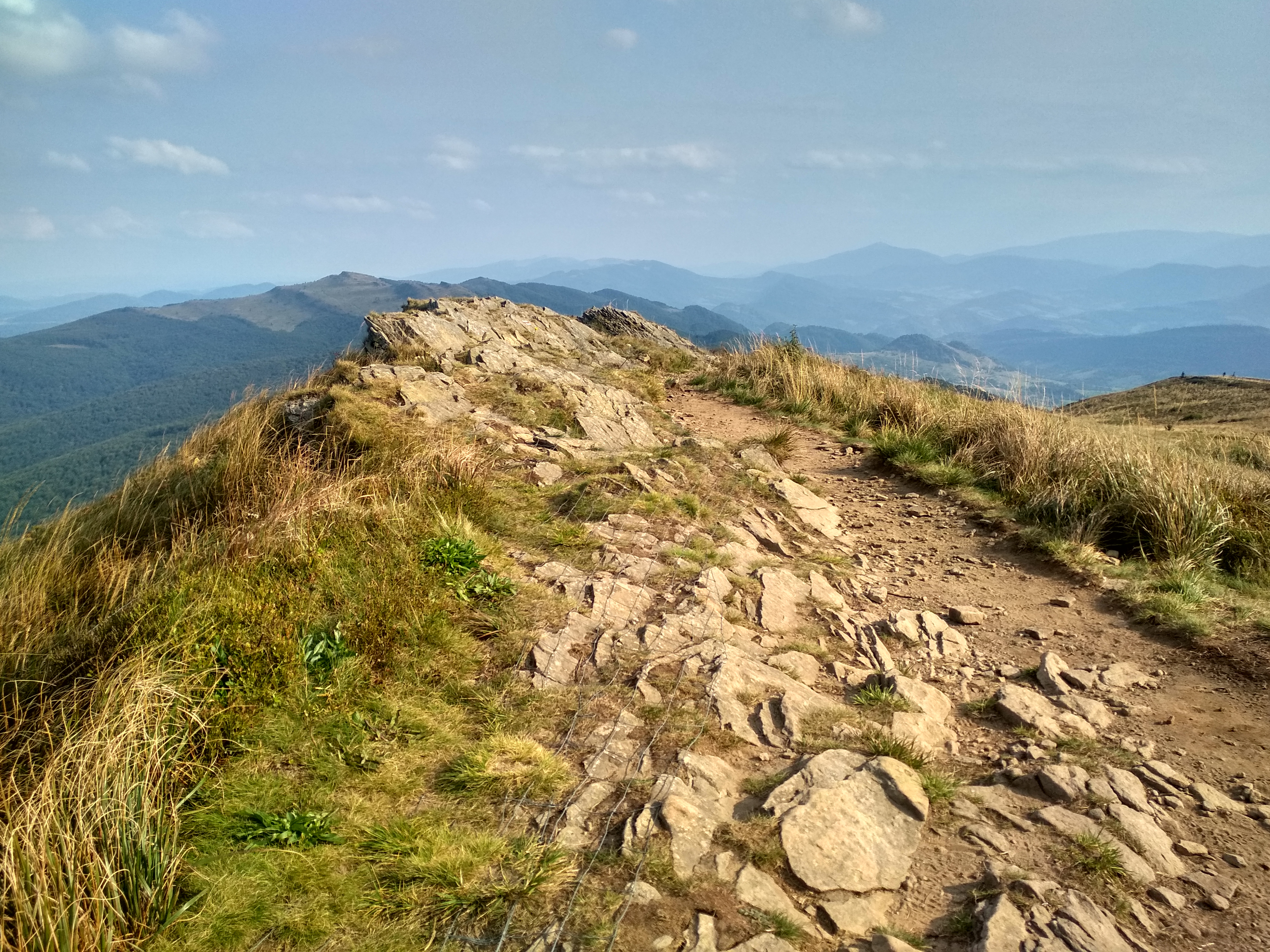
Wierzchołek
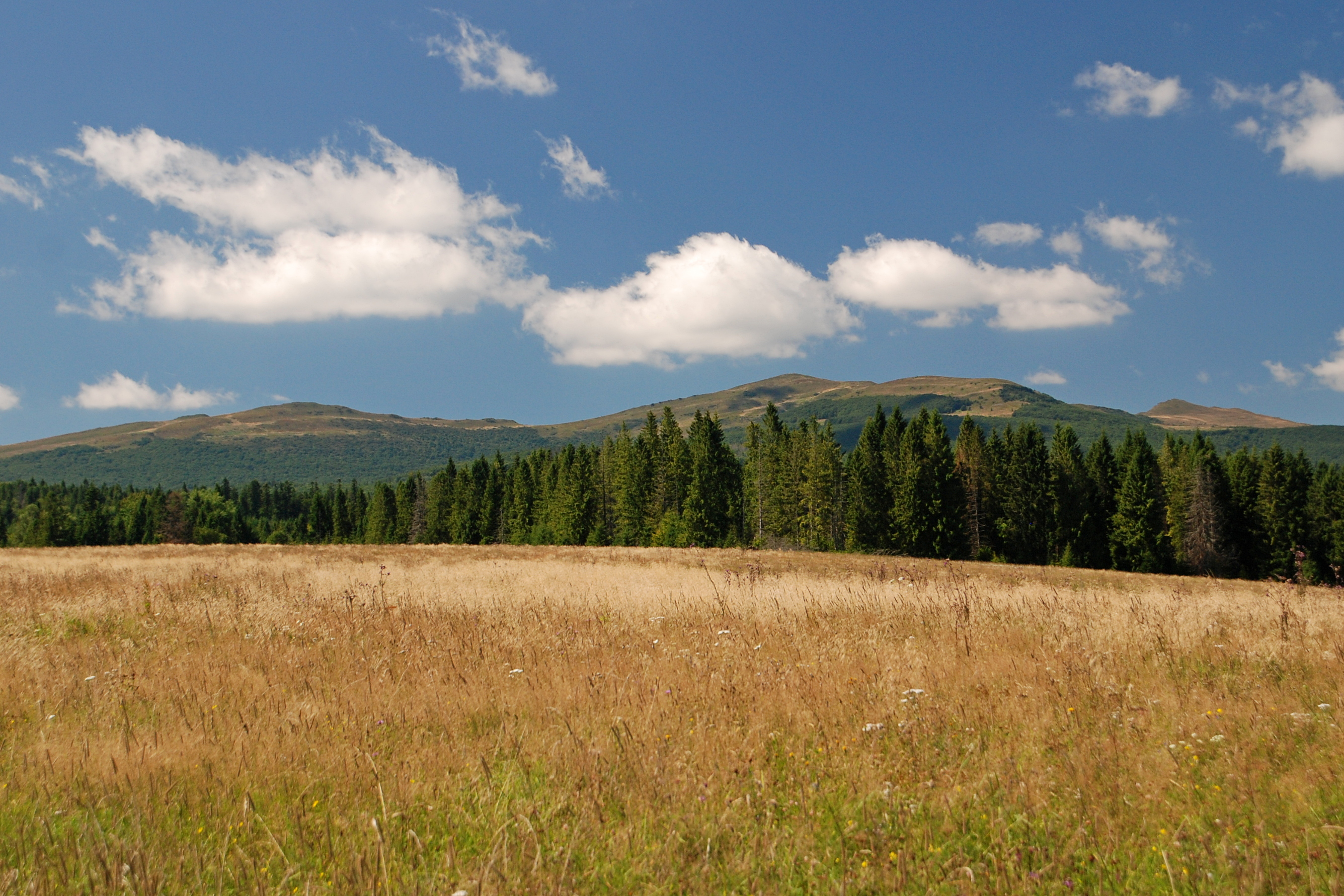
Widok z doliny górnego Sanu; od lewej: Rozsypaniec, Halicz, Wołowe, Kopa Bukowska

## Piesze szlaki turystyczne
Główny Szlak Beskidzki na odcinku Wołosate – Przełęcz Bukowska – Rozsypaniec – Halicz – Przełęcz pod Tarnicą
- z Wołosatego 2.50 h (↓ 2.05 h)
- z Halicza 0.15 h (↑ 0.20 h), z Przełęczy pod Tarnicą 1.50 h (z powrotem 1.25 h)